# ساعت‌گرد و پادساعت‌گرد

جهت ساعت‌گرد

جهت پادساعت‌گرد

یک حرکت ساعت‌گرد حرکتی است که همانند عقربه‌های یک ساعت حرکت کند یعنی از بالا به راست، سپس به سوی پایین و سپس به چپ.
در ریاضیات، دایره را می‌توان به صورت پارامتری و با استفاده از سیستم مختصات قطبی توسط معادلات x = r sin t و y = r cos t، (که در آن r شعاع دایره است) تعریف می‌شود و با افزایش مقدار t در معادله، دایره در جهتی ساعت‌گرد نمایش می‌یابد.
به حرکت در سوی مخالف عقربه‌های ساعت، پادساعت‌گرد گفته می‌شود.
پیشوند فارسی پاد- به معنی ضد و یا برعکس است.
برای تشخیص سریع ساعت‌گرد و پادساعت‌گرد باید توجه داشت که همواره از دست راست به چپ جهت پادساعت‌گرد است.و برای ساعت گرد می توان از ساعت خانگی استفاده کنیم.